# 畔上文昭
畔上 文昭（あぜがみ ふみあき、1967年9月10日 - ）は、日本の編集者、記者、コラムニスト。現在は取材で得た量子コンピュータ関連の人脈と知識を生かすべく、量子計算コンサルタントとして活動中。

## 来歴・人物
長野県山ノ内町出身。長野県須坂高等学校卒業、中央大学理工学部物理学科卒業。金融系のシステムエンジニアを経て、雑誌編集者になる。株式会社メディアセレクトの創業メンバーの一人。月刊ITセレクトの創刊編集長となる。米IDGの日本法人、IDGジャパンに移り、月刊e・Gov（イーガバ）を創刊、創刊編集長となる。月刊CIO Magazine編集長時代、2013年5月にIDGジャパンが解散したことにより、株式会社BCNに移籍。ディレクターやデスクを経て、2015年2月に週刊BCNの十代目編集長に就任。2017年12月末まで務めた。落語芸術協会の真打、春風亭昇乃進師匠と親交があり、「痛風亭ぷりん」の名で小噺を披露することもある。趣味はマラソン。
- IT情報誌『月刊ITセレクト』（メディアセレクト、中央公論新社）編集長（2001年4月 - 2002年10月）
- 電子自治体情報誌『月刊e・Gov』（IDGジャパン）編集長（2003年4月 - 2007年10月）[2]
- CIO向けIT戦略情報誌『月刊CIO Magazine』（IDGジャパン）編集長（2011年4月 - 2013年5月）
- IT業界紙『週刊BCN』 (BCN) 編集長（2015年2月 - 2017年12月） [3] [4]
- NPO法人 地域情報化推進機構 (IRID) 理事 [5]

## 講演
蝉に詳しい“蝉のセミプロ”として、講演では冬でも構わず蝉ネタを交えてITのトレンドを紹介している。また量子コンピュータを講演のテーマにすることが多く、鉄板ネタの蝉を量子コンピュータのアニーリングで出てくる巡回セールスマン問題に絡め、"巡回セミマン問題"として活用している。

## 著書
著書：『電子自治体の〇と×』（技報堂出版）
共著：『量子技術の実用化と研究開発業務への導入方法』（技術情報協会） 

## マラソン
走る編集長として、趣味レベルながら年に数回のマラソンをこなす。気持ちはいつも3時間切り（サブスリー）だが、いまだ達成できていない。100キロマラソン（ウルトラマラソン）には、柴又100Kに毎年参加し、完走している。また、ITベンダーがスポンサーのマラソン大会で参加依頼を受けることも。ピー・シー・エー (PCA) が特別協賛の別府大分毎日マラソンに2016年（3:14'00）から毎年参加。シュナイダーエレクトリックがメインスポンサーのパリマラソンには2016年に参加、完走した（3:21'36）。ちなみに、高校時代は地学部の幽霊部員。アスリートではない。
- ベストタイム：3時間1分27秒（別府大分毎日マラソン2020）[9]